# 政府契約の支払遅延防止等に関する法律
政府契約の支払遅延防止等に関する法律（せいふけいやくのしはらいちえんぼうしとうにかんするほうりつ、昭和24年12月12日法律第256号）は、政府契約の公正化を図るとともに、国の会計経理事務の能率化を促進し、もって国民経済の健全な運行に資することに関する日本の法律である（1条）。単に支払遅延防止法と呼ばれることもある。
財務省理財局国庫課が所管し、総務省自治財政局調整課、防衛省大臣官房会計課をはじめ民間との契約を行うすべての省庁、独立行政法人などを拘束、連携して執行にあたる。

## 概要
政府契約に基づき、国が現実に対価を支払うに当たっては、相手方の給付の確認、検査（会計法第29条の11）など、財政法規上の種々の拘束を受ける。また、政府契約においては、永らく官庁が特権的地位を持ち、業者との間に対等な立場で物の注文、売買をするという観念に乏しく、官庁側の一方的都合による支払遅延は当然ないしやむを得ないものと考える風習が存在していた。
ことに大東亜戦争（太平洋戦争・第二次世界大戦）終結直後においては、ハイパーインフレーション（新円切替）も重なり国庫から民間への支払で軒並み遅延をきたし、ひいては国民経済の運行に相当の支障を与える情勢が顕著であったため、1949年（昭和24年）にこの法律が制定、施行された。

## 政府契約

### 定義及び原則
この法律において政府契約とは、国を当事者の一方とする契約で、国以外の者のなす工事の完成若しくは作業その他の役務の給付又は物件の納入に対し国が対価の支払をなすべきものをいう（第2条）。国が締結する債権法上の契約のうち、国の支出の原因となるもののみが該当する。したがって、物件の売払契約など、国の収入の原因となる契約をも含む会計法上の契約（第29条）よりも狭い概念である。
政府契約の当事者は、各々の対等な立場における合意に基いて公正な契約を締結し、信義に従って誠実にこれを履行しなければならない（第3条）。政府契約は国等が私人と対等な立場で締結するものである。したがって、政府契約はその効力その他基本的事項については民法、商法その他の私法及びその基本原則（契約自由の原則、信義誠実の原則など）の適用を受ける。本条は、そのことを確認するものである。

### 必要的記載事項
政府契約の当事者は、その契約の締結に際しては、給付の内容、対価の額、給付の完了の時期その他必要な事項のほか、次に掲げる事項を書面により明らかにしなければならない。
ただし、他の法令により契約書の作成を省略することができるものについては、この限りでない（第4条）。

#### 給付の完了の確認又は検査の時期
国が相手方から給付を終了した旨の通知を受けた日から工事については14日、その他の給付については10日以内の日としなければならない（第5条第1項）。
給付の完了の確認又は検査の時期を書面により明らかにしないとき（例　第4条ただし書の規定により契約書の作成を省略するとき）は、相手方が給付を終了した旨の通知を受けた日から10日以内の日と見なされる（第10条）。

#### 対価の支払の時期
国が給付の完了の確認又は検査を終了した後相手方から適法な支払請求を受けた日から工事代金については40日、その他の給付に対する対価については30日以内の日としなければならない（約定期間、第6条第1項）。
対価の支払の時期を書面により明らかにしないとき（例　第4条ただし書の規定により契約書の作成を省略するとき）は、相手方が支払請求をした日から15日以内の日と見なされる（第10条）。

#### 各当事者の債務の不履行の場合における遅延利息等
国が支払時期までに対価を支払わない場合の遅延利息の額を書面により明らかにしないとき（例　第4条ただし書の規定により契約書の作成を省略するとき）は、第8条の計算の例に準じ同条第1項の財務大臣の決定する率をもって計算した金額と定めたものと見なされる（第10条）。

#### 契約に関する紛争の解決方法
この法律に具体的な定めはないが、第三者の斡旋により解決し、なるべく訴訟によることを避けるために、あらかじめ約定しておくべきであるという趣旨であるとされる。

## 支払遅延防止策

### 支払遅延に対する遅延利息
国が約定の支払時期までに対価を支払わない場合の遅延利息の額は、約定の支払時期到来の日の翌日から支払をする日までの日数に応じ、当該未支払金額に対し財務大臣が銀行の一般貸付利率を勘案して決定する率を乗じて計算した金額を下るものであってはならない。
ただし、その約定の支払時期までに支払をしないことが天災地変等やむを得ない事由に因る場合は、特に定めない限り、当該事由の継続する期間は、約定期間に算入せず、又は遅延利息を支払う日数に計算しないものとする（第8条）。

### 財務大臣の監督
この法律の規定に基づき、財務大臣に政府契約の支払遅延防止のため必要な監査を行う権限が与えられている（第12条）。

### 懲戒処分
国の会計事務を処理する職員が故意又は過失により国の支払を著しく遅延させたと認めるときは、その職員の任命権者は、その職員に対し懲戒処分をしなければならない（第13条第1項）。
また、会計検査院は、上記の懲戒すべき事案のうち、任命権者が処分していないものを発見したときは、その任命権者に当該職員の懲戒処分を要求しなければならない（第2項）。

## その他

### 行政手続オンライン化法の適用除外
この法律の規定による手続については、行政手続等における情報通信の技術の利用に関する法律第3条及び第4条の規定は適用しない（第11条の2）。

### 準用
この法律（第12条及び第13条第2項を除く。）の規定は、地方公共団体のなす契約に準用される（第14条）。